# Sommer-Deaflympics 1985/Badminton
Bei den Sommer-Deaflympics 1985 in Los Angeles wurden fünf Wettbewerbe im Badminton ausgetragen.

## Medaillengewinner
| Disziplin    | Gold                                   | Silber                             | Bronze                       |
| ------------ | -------------------------------------- | ---------------------------------- | ---------------------------- |
| Herreneinzel | Rodney Fletcher                        | Martin Lawrence Bogard             | Jørn Elmer                   |
| Dameneinzel  | Bente Andersen                         | Fiona Rosie                        | Fiona Wilson                 |
| Herrendoppel | Rodney Fletcher Martin Lawrence Bogard | Richard Boswell Alan Bridson       | Janne Ågren Yngve Ingvarsson |
| Damendoppel  | Carolyn Hamilin Janet Watt             | Pamela Fay Croskery Penny Went     | Fiona Wilson Linda Durno     |
| Mixed        | Rodney Fletcher Fiona Wilson           | Martin Lawrence Bogard Fiona Rosie | Richard Boswell Linda Durno  |